# 达米安·麦克唐纳
达米安·麦克唐纳（英語：Damian McDonald，1972年5月12日—2007年3月23日），澳大利亚男子自行车运动员。他曾代表澳大利亚参加1994年英联邦运动会自行车比赛，获得一枚金牌。他也曾参加1996年夏季奥林匹克运动会。